# 髪結い伊三次捕物余話
『髪結い伊三次捕物余話』（かみゆいいさじとりものよわ）は、宇江佐真理による時代小説のシリーズ。シリーズ第1作「幻の声」は、1997年にオール讀物新人賞を受賞した作者のデビュー作で、同作を表題作とする『幻の声』は第117回直木三十五賞候補となった。
作者の死去により第16作『擬宝珠のある橋』を最後にシリーズ未完となる。

## 概要
オール讀物新人賞を受賞したデビュー作「幻の声」から続くシリーズ。連作短編仕立てとなっており、1冊に5 - 6編が収録されている（第14作『月は誰のもの』はシリーズ初の長編）。1999年には「髪結い伊三次」のタイトルで中村橋之助主演でテレビドラマ化されたほか、NHKラジオ第1放送「新日曜名作座」でオーディオドラマ化されている。
主人公は髪結い床（店舗）を持たない廻り髪結いの町人・伊三次（いさじ）で、北町奉行所同心・不破友之進（ふわ とものしん）の小者としての裏の顔を持つ。芸者の恋人・お文（おぶん）と所帯を持って髪結い床を持つ夢を叶えるため、仕事に励みながら、小者として様々な事件の解決の糸口を見つけていく。
宇江佐は、「（このシリーズは）編集者がもう要らぬと言わない限り、書かせていただくつもりである」「伊三次とともに現れた小説家なので、伊三次とともに自分の幕引きもしたいと考えている」と述べている。
登場人物は、1冊ごとに1歳年を取る形を取っていたが、マンネリ打開のため、また伊三次シリーズの最終回を書いてから死にたいという宇江佐の強い思いから、シリーズ第9作『今日を刻む時計』で一気に10年を経過させた。第1作『幻の声』で25歳だった伊三次は、お文と所帯を持ち、子どもをもうけ、物語の中心も次第に子どもたちに移っていき、『今日を刻む時計』では42歳となった。

## シリーズ一覧
| #  | タイトル                 | 単行本書誌情報 （文藝春秋）           | 文庫本書誌情報 （文春文庫）           | 文庫巻末解説 | 収録作（初出） （特記のない限り『オール讀物』） |
| -- | ------------------------ | ------------------------------------- | ------------------------------------- | ------------ | --- |
| 1  | 幻の声                   | 1997年4月 ISBN 4-16-316870-2          | 2000年4月7日 ISBN 4-16-764001-5       | 常盤新平     | - 幻の声（1995年5月号） - 暁の雲（1995年10月号） - 赤い闇（『別冊文藝春秋』216号） - 備後表（『別冊文藝春秋』219号） - 星の降る夜（書き下ろし）                                                   |
| 2  | 紫紺のつばめ             | 1999年2月 ISBN 4-16-318320-5          | 2002年1月10日 ISBN 4-16-764002-3      | 中村橋之助   | - 紫紺のつばめ（1997年10月号） - ひで（1998年1月号） - 菜の花の戦（ひさ）ぐ岸辺（1998年3月号） - 鳥瞰図（1998年6月号） - 摩利支天横丁の月（1998年10月号）                                         |
| 3  | さらば深川               | 2000年7月 ISBN 4-16-319340-5          | 2003年4月10日 ISBN 4-16-764003-1      | 山本一力     | - 因果堀（1999年2月号） - ただ遠い空（1999年5月号） - 竹とんぼ、ひらりと飛べ（書き下ろし） - 護持院ヶ原（『別冊文藝春秋』229号〈1999年秋号〉） - さらば深川（1999年12月号）                       |
| 4  | さんだらぼっち           | 2002年1月 ISBN 4-16-320660-4          | 2005年2月10日 ISBN 4-16-764005-8      | 梓澤要       | - 鬼の通る道（2000年6月号） - 爪紅（2000年9月号） - さんだらぼっち（2000年12月号） - ほがらほがらと照る陽射し（2001年3月号） - 時雨てよ（2001年6月号）                                            |
| 5  | 黒く塗れ                 | 2003年9月 ISBN 4-16-322160-3          | 2006年9月5日 ISBN 4-16-764006-6       | 竹添敦子     | - 蓮華往生（2001年9月号） - 畏れ入谷の（2002年3月号） - 夢おぼろ（2002年6月号） - 月に霞はどでごんす（2002年9月号） - 黒く塗れ（2002年12月号） - 慈雨（2003年3月号）                              |
| 6  | 君を乗せる舟             | 2005年3月 ISBN 4-16-323790-9          | 2008年1月10日 ISBN 978-4-16-764008-8  | 諸田玲子     | - 妖刀（2003年9月号） - 小春日和（2003年12月号） - 八丁堀純情派（2004年3月号） - おんころころ……（2004年6月号） - その道 行き止まり（2004年9月号） - 君を乗せる舟（2004年12月号）                  |
| 7  | 雨を見たか               | 2006年11月30日 ISBN 4-16-325500-1     | 2009年8月4日 ISBN 978-4-16-764010-1   | 末國善己     | - 薄氷（うすらひ）（2005年3月号） - 惜春鳥（2005年6月号） - おれの話を聞け（2005年9月号） - のうぜんかずらの花咲けば（2006年1月号） - 本日の生き方（2006年4月号） - 雨を見たか（2006年7月号）     |
| 8  | 我、言挙げす             | 2008年7月14日 ISBN 978-4-16-327220-7  | 2011年3月10日 ISBN 978-4-16-764014-9  | 島内景二     | - 粉雪（2007年1月号） - 委細かまわず（2007年4月号） - 明烏（あけがらす）（2007年7月号） - 黒い振袖（2007年10月号） - 雨後の月（2008年1月号） - 我、言挙げす（2008年4月号）                        |
| 9  | 今日を刻む時計           | 2010年7月15日 ISBN 978-4-16-329330-1  | 2013年1月4日 ISBN 978-4-16-764016-3   |              | - 今日を刻む時計（2008年12月号） - 秋雨の余韻（2009年4月号） - 過去という名のみぞれ雪（2009年7月号） - 春に候（2009年10月号） - てけてけ（2010年1月号） - 我らが胸の鼓動（2010年3月号）           |
| 10 | 心に吹く風               | 2011年7月29日 ISBN 978-4-16-380670-9  | 2014年1月4日 ISBN 978-4-16-790001-4   |              | - 気をつけてお帰り（2010年5月号） - 雁が渡る（2010年7月号） - あだ心（2010年9月号） - かそけき月明かり（2010年11月号） - 凍て蝶（2011年1月号） - 心に吹く風（2011年3月号）                        |
| 11 | 明日のことは知らず       | 2012年8月9日 ISBN 978-4-16-381580-0   | 2015年1月10日 ISBN 978-4-16-790272-8  |              | - あやめ供養（2011年6月号） - 赤い花（2011年8月号） - 赤のまんまに魚（とと）そえて（2011年10月号） - 明日のことは知らず（2011年12月号） - やぶ柑子（2012年2月号） - ヘイサラバサラ（2012年4月号） |
| 12 | 名もなき日々を           | 2013年11月15日 ISBN 978-4-16-382800-8 | 2016年1月10日 ISBN 978-4-16-790543-9  |              | - 俯かず（2012年6月号） - あの子、捜して（2012年8月号） - 手妻師（2012年10月号） - 名もなき日々を（2012年12月号） - 三省院様御手留（2013年2月号） - 以津真天（いつまでん）（2013年4月号）         |
| 13 | 昨日のまこと、今日のうそ | 2014年9月29日 ISBN 978-4-16-390128-2  | 2016年12月10日 ISBN 978-4-16-790742-6 |              | - 共に見る夢（2013年6月号） - 指のささくれ（2013年8月号） - 昨日のまこと、今日のうそ（2013年10月号） - 花紺青（2013年12月号） - 空蝉（2014年2月号） - 汝、言うなかれ（2014年4月号）               |
| 14 | 月は誰のもの             | 文庫書下ろし                          | 2014年10月10日 ISBN 978-4-16-790199-8 |              | 長編作品 『我、言挙げす』の火事の後の物語 |
| 15 | 竈河岸（へっついがし）   | 2015年10月30日 ISBN 978-4-16-390349-1 |                                       |              | - 空似（2014年6月号） - 流れる雲の形（2014年8月号） - 竈河岸（2014年10月号） - 車軸の雨（2014年12月号） - 暇乞い（2015年2月号） - ほろ苦く、ほの甘く（2015年4月号）                               |
| 16 | 擬宝珠のある橋           | 2016年3月10日 ISBN 978-4-16-390417-7  |                                       |              | - 月夜の蟹（2015年6月号） - 擬宝珠のある橋（2015年8月号） - 青もみじ（2015年10月号） 「月は誰のもの」を収録 『心に吹く風』文庫刊行時の著者エッセイ収録                                            |
| #  | タイトル                 | 単行本書誌情報 （文藝春秋）           | 文庫本書誌情報 （文春文庫）           | 文庫巻末解説 | 収録作（初出） （特記のない限り『オール讀物』） |

## 登場人物
年齢は初登場時に準ずる。

### 主要人物
伊三次（いさじ）
廻り髪結い。25歳。北町奉行所定廻り同心・不破友之進の小者でもある。下戸で、甘い物が好き。
父・伊之助は大工で、自身もいずれ大工になると思っていたが、両親が相次いで亡くなり、12歳の時に既に嫁いでいた実姉・お園に引き取られた。姉の夫が京橋・炭町で内床を構えていた髪結い「梅床」の十兵衛で、当然のように梅床の下剃り（弟子）にさせられた。姉を悲しませたくない一心で修業に励み、一人前の技術を身に付けたが、5人の子供がいる十兵衛が床を継がせてくれる見込みはなく、一本立ちさせて貰えないままいつまでも小間使いのような身分でいることに耐えられなくなり、20歳の時に遂に十兵衛に手を挙げ、そのまま梅床を飛び出した。すぐに金に困り、御法度の「忍び髪結い」をして凌いでいたところ、自身番に捕まり、そこで同心の不破友之進と出会い、普通なら江戸追放か商売取り上げの厳罰に処せられるところだが、元締めがおらず単独だったことなどが考慮され罪には問われなかった。その後、不破の肝煎りで丁場を与えられ、廻り髪結いとして働けるようになった。以来、不破の日髪・日剃り（毎日髭を剃り、髪を結うこと）もするようになり、不破の手先として様々な頼み事をされるようになった。
十兵衛とは二度と会いたくなかったが、姉のお園は唯一の肉親であるため、廻り髪結いの仕事が軌道に乗り始めてから、お園に会いに時々梅床へ顔を出している。
芸者のお文とは恋人で、いずれ所帯を持ちたいと思っているが、廻り髪結いの仕事では自分の食い扶持を稼ぐだけで精一杯で、お文の面倒を見てやれるほどの甲斐性がなく、歯がゆい思いをしている。
「星の降る夜」では髪結い床を持つために爪に火を灯す思いで貯めた30両を顔見知りの男に盗まれ、「菜の花の戦ぐ岸辺」では殺人の嫌疑をかけられる。その際、不破が無実と信じてくれず拷問に遭うのを見過ごしたことから、不破を信じられなくなり関係を断絶したが、「鳥瞰図」では不破の妻・いなみの仇討ちを身を挺して止め、そのことを恩義に感じた不破に謝罪され、「因果堀」から再び不破の小者として務めるようになった。「さらば深川」でお文の家が全焼してしまったのを機に、所帯を持つ決意を固め、一緒に暮らし始める。
『今日を刻む時計』の5年前に、十兵衛が中風で商売が出来なくなり、また十兵衛の息子たちも戻って来なかったため、梅床で髪結いの仕事をしながら、廻り髪結いの仕事もしている。

お文（おぶん）
「文吉」（ぶんきち）という権兵衛名（源氏名）の深川の芸者（日本橋へ移ってからは権兵衛名を「桃太郎」に改める）。25歳。伊三次の恋人。男勝りな性格。
3年前、旗本の次男坊の舟遊びの席で、客が品定めする目的で同席した柳橋の芸者と掴み合いの喧嘩をし、川に突き落とされてしまった。その後、戻った舟宿で仕事中の伊三次に乱れた髪を整えてもらい、親しくなる。
今は亡き材木仲買商の先代の伊勢屋伝兵衛が与えてくれた蛤町の家に住んでおり、その伊勢屋の二代目・忠兵衛に度々身請けを打診される。
「紫紺のつばめ」では、忠兵衛から他意はないと言われ、家の改修と着物や簪の新調の申し出を受けるが、それが原因で伊三次と別れることになった。「菜の花の戦ぐ岸辺」で伊三次に殺人容疑がかかった際に、復縁した。
「さらば深川」で妻を亡くした忠兵衛から正式に後添えになって欲しいと申し込まれるも、それを断ったことを恨まれ、家の改築などにかかった諸経費の返済を要求される。その後間もなく、家が放火され全焼し、伊三次と所帯を持つきっかけとなった。念願の堅気の生活を手に入れるも、近所の女と諍いになり、佐内町の一軒家に引っ越し、「桃太郎」の権兵衛名で日本橋でお座敷に出て家計を支える。「時雨てよ」で妊娠が発覚し、「月に霞はどでごんす」で難産の末に長男・伊与太を出産する。
父は公儀の御側衆をしていて、後に奏者番になった海野要之助（うんの ようのすけ）、母はさる商家の娘だったが、許されない恋路だったため、生まれてすぐに養女に出され、親の顔を知らずに育った。母も元芸者で、現在は商家の内儀に収まり、異父弟もいる。母から一緒に暮らしたいと言われたことがあるが、断った。

不破 友之進（ふわ とものしん）
北町奉行定廻り同心。30歳。
伊三次に仕事の手伝いを頼んでいる。最初は人捜しや遺失物の捜索など簡単なものだったが、次第に複雑な用向きへと変わっていった。
父・角太夫（かくだゆう）もまた町人たちに親しまれた同心だった。義弟（妹の夫）は北町奉行所の与力で、立場上は弟が上司である。
寝ることが好きで、暇さえあれば寝ている。朝の寝起きも非常に悪い。家督を継いだばかりの頃、納戸で一日中寝てしまい、行方不明と騒がれたことがある。
妻・いなみの父が開いていた道場に通う弟子であったため、昔からいなみを見知っており、剣の心得があり、凛とした態度の彼女に密かに惹かれていたが、いなみはいずれ相応の所に輿入れすると諦めていた。その後、見回りで吉原の見世にいたいなみと再会し、すぐに求婚した。家財道具を売り払ってまで身請けの資金を調達した。
「菜の花の戦ぐ岸辺」では、殺人の嫌疑をかけられた伊三次に、情が絡むからと無実を信じないまま距離を置いたことで、失望した伊三次から関係を断たれるが、「因果堀」で謝罪といなみの仇討ちを防いでくれたことに対する感謝の言葉を述べ、関係は修復した。
伊与太の名付け親。

### 伊三次・お文の関係者
伊三次の身内
伊与太（いよた）
伊三次とお文の長男。絵師を目指して歌川豊光の元に修業に出る。人物画が得意。兄弟子とうまくいかないことを悩み、修業先から家に逃げ帰るが、不破家の中間として人相描きをするうちに自身の絵描きとしての生き方を見出す。
豊光の死後は、独立するには腕が足りず、かと言って新たに弟子として引き取ってくれる絵師もいなかったが、豊光の弟子で馬琴や京伝の戯作の挿し絵を任されている歌川国直が多忙を理由に手伝いとして置くことを了承し、名人の技を学んでいく。
お吉（おきち）
伊三次とお文の長女。9歳。伊与太の5歳年下。両親以外からは「きィちゃん」と呼ばれる。娘がいない伯父の十兵衛から可愛がられている。「手妻師」より、梅床で女髪結い師になるための修行を始める。
お園（おその）
伊三次の一回り年上の姉。伊三次が物心つく前に、髪結い「梅床」の主人・十兵衛に嫁いだ。実家の両親が亡くなった後、12歳の伊三次を引き取った。十兵衛との間に5人の子どもがいる。
お文の関係者
おみつ
お文の身の回りの世話をする女中。15歳。よく気が付き、よく働き、少しおませなところがある。12歳の時から働いており、お文を実の姉のように慕っている。
父親は佐賀町で小さな履き物屋を営んでおり、耳が聞こえず口が利けないという障害を抱えながらも、履き物を拵える腕前は江戸随一と評判である。弟が3人いる。
「松の湯」の弥八と夫婦となり、一度の流産を経て、20歳の春に長女・おてるを出産するも、男子でないことや無職の2番目の弟・清吉が金をせびりに来ることを理由に姑にいびられ、弥八も自分をかばってくれなかったため悩みが尽きなかった。
おこな
19歳。おみつの結婚後に新たにお文の女中になった女。
茶屋（裏では私娼窟のようなことをしている）「姫だるま」の看板娘で、店主・弥兵衛の後妻。弥兵衛が店のごたごたから刃物沙汰で亡くなる。
お文が伊三次と所帯を持ってからは、別の店に女中奉公に出る。正吉といい仲になる。
その他
九兵衛（くへえ）
「時雨てよ」で伊三次の弟子になった少年。父・岩次の奉公先の魚屋「魚佐」に奉公に出ていたが、些細なことがきっかけでクビになり、伊三次の弟子に志願する。八兵衛の父・九兵衛が名付け親で、自分の名を与えた。母・お梶は、伊三次とお文の仕事が終わるまで伊予太を預かってくれる。
『今日を刻む時計』以降も変わらず通いの弟子として精進しているが、不破家では龍之進の結髪の担当である。
「あやめ供養」にて、伊三次が医師・松浦桂庵の母を殺害した犯人を見つけ出した礼に、桂庵に髪結いの台箱（道具入れ）を誂えてもらう。
魚佐の主人の末娘・おてんに見初められる。
おふさ
女中。葛飾村出身。16歳で同じ村の男に嫁ぎ、妊娠もしたが、七月で流産し、子供の産めない体になった。その後、夫の浮気相手に子供ができたため離縁した。口入れ屋の紹介で女中奉公に出、伊三次の家の女中となる。
「あだ心」で不破家の中間・松助と所帯を持ち、「かそけき月明かり」で縁あって佐登里を養子にする。

### 不破家
不破 いなみ（ふわ いなみ）
不破の妻。一時期、吉原に身を落としていた過去がある。
御家人の家の養子になっている大沢崎十郎（おおさわ きじゅうろう）という弟がいるが、養子先がいなみの実家やいなみ自身の過去を気にしているため滅多に会いにいけず、年に一、二度、崎十郎が人目を避けるようにこっそり会いに来てくれるのみである。
京橋で町道場を開いていた父・深見平五（ふかみ へいご）は、その腕を見込まれ、北陸のさる藩の剣術指南役になったが、姉・菊乃と藩留守居役・日向伝佐衛門の息子との縁談が留守居役側の都合で直前に破談となり（後に、藩主自ら整えた縁談を断ることができなかったことによるもので、息子も日向自身も菊乃のことを忘れたことは一度もないと伝えられる）、談判しに行った際に平五が刀傷を負わせてしまった。言い分を聞こうとしない藩主に抗議するために自裁、菊乃も前途を憂えて自害、母も心労が重なり間もなく亡くなった。その後、女衒の男に騙されて吉原に身を落とした。定期見回りで通りかかった不破に求婚され、出世に差し障ると断るも強く求められ、一緒になった。
不破から禁じられながらも、日向への仇討ちを積年の願いと心に秘め続け、遂に「鳥瞰図」で実行に移す。伊三次の命懸けの制止で未遂に終わり、その時の日向の言葉により徐々に心を鎮めることができた。
「さんだらぼっち」で第二子を妊娠し、「蓮華往生」で長女・茜を出産する。
不破 龍之進（ふわ りゅうのしん）
友之進といなみの息子。初登場時10歳、幼名は龍之介（りゅうのすけ）。
いなみに似て剣術は長けているが、不破に似て学問は苦手である。
同年輩の者がいないため、13歳で一足早く元服し、奉行所に見習いに上がった。「八丁堀純情派」て元服し、名を龍之進と改めた。
『今日を刻む時計』では27歳。縁談相手がことごとく、母いなみの過去を理由に破談を申し入れるため、母を恨み芸妓屋に居続け、家に帰ろうとしなかったが、心を入れ替える。その後、「気をつけてお帰り」で笹岡徳江（後にきいと改名）と祝言を挙げる。
「以津真天」にて、きいが第一子となる長男・栄一郎を出産する。
不破 茜（ふわ あかね）
友之進といなみの娘。活発でかなりお転婆な女の子で、家族や用人の手を焼かせる。
「心に吹く風」（17歳）で松前藩の別式女（べっしきめ＝大名屋敷で大名の妻や子を警護する奥女中）に採用され、藩の後継問題に巻き込まれる。
不破 きい（ふわ きい） / 旧名：笹岡 徳江（ささおか とくえ）
火消しをしていた鳶職人の父親が火事場で亡くなり、母親が自分たちを置き去りにして出て行ってしまい、弟の小平太と共に父方のおじの家を転々とし、跡取りがいなかった笹岡家の養子となる。元の名はたけ。龍之進に色目を使っていたことを咎められ、元の家に戻されるが、龍之進に求婚され不破家へ入り、友之進により名をきいと改められる。滅法足が早く、走ることで鬱憤を晴らす。小平太からは「てけてけ」と呼ばれる（昔、競走の時に「たけ、頑張れ」と繰り返し応援したのが由来）。一度の流産を経て、「以津真天」にて第一子を出産する。
不破 栄一郎（ふわ えいいちろう）
龍之進ときいの長男。名付け親は友之進。
笹岡 小平太（ささおか こへいた）
徳江の弟。北町奉行所見習い同心。13歳。町人の出であることをからかう朋輩と度々揉め事を起こす。亡き父と同じ火消しになるのが夢だった。同じく町人の出である古川の話を聞くなどして、態度を改める。
不破家の中間・下男
作蔵（さくぞう）
不破家の下男。
松助（まつすけ）
不破家の中間。独身を続けてきたが、伊三次の家の女中・おふさから好意を持たれていることを知らされ、所帯を持つ。中間の給金だけでの暮らし向きを心配した友之進の気遣いにより、本八丁堀町の自身番で御用聞きとして勤め始める。
三保蔵（みほぞう）
不破家の下男。元は盗っ人で、更生を条件に不破に雇われた。しかし、家人の留守中に盗みを働こうとしていなみに見つかり、いなみの小太刀の腕前を知らずに襲いかかり、返り討ちに遭う。いなみの温情で引き続き勤める。
和助（わすけ）
伊与太が芝へ戻った後の不破家の中間。20歳。以前は米屋の手代をしていた。

### 同心、与力、岡っ引き
緑川 平八郎（みどりかわ へいはちろう）
北町奉行所隠密廻り同心。不破とは昔からの友人で同輩。端正な顔立ち。仕事柄、変装することも多く、虚無僧に変装する時のために幼なじみの芸者・喜久壽から尺八を習っている。
与力
片岡 郁馬（かたおか いくま）
北町奉行所与力。
一人娘の美雨は剣術の腕を買われ大名屋敷に奉公に出たことがある。
片岡 堅物（ けんもつ）
郁馬の娘・美雨の夫。縁談が持ち上がった際、「出来損ないの豆腐」「白豚」などと陰口をたたかれた体型。剣術の腕前は美雨の足許にも及ばない。「小春日和」にて片岡家の婿養子となる。家督を譲られ、吟味方与力。
岡っ引き
留蔵（とめぞう）
不破から十手と鑑札を預かっている岡っ引き。日本橋、京橋辺りを縄張りにしている。普段は湯屋「松の湯」の主人。
下っ引きの弥八の盗み癖を更生させるため、養子にすることを決めた。
増蔵（ますぞう）
36歳。不破から十手と鑑札を預かっている岡っ引き。妻・お勝は小間物屋をやっている。8歳の長男と5歳の長女がいる。「ただ遠い空」では、上京前に手癖の悪さが原因で故郷の村で川に落ちたのを見殺しにし、死んだと思っていた元妻と再会し、過去の罪悪感から掏摸で捕まった彼女を逃がそうとしてしまうが、伊三次や不破らに止められる。
丹治（たんじ）
岡っ引き。40歳くらい。
弥次郎（やごろう）
本所五ツ目の渡し場近く自身番に詰めている御用聞き（岡っ引き）。35、36。大変気さくな人柄。
下っ引き
弥八（やはち）
留蔵の下っ引き、「松の湯」の三助。17歳。昔から盗み癖があり、「星の降る夜」で伊三次が必死に貯めた30両もの大金を盗み、あわや死罪になりかけたが、不破といなみに説得された伊三次が許したおかげで軽い刑で済み、正式に留蔵の養子となり心を入れ替えた。普通の格好をしていれば男前の部類に入りそうだが、いつも女柄の半纏や赤い鼻緒の雪駄など奇妙な格好をしている。
伊三次に会いにお文の家を訪れた際に、女中のおみつに惚れ、「摩利支天横丁の月」でおみつが拐かされた際にその気持ちを自覚する。おみつが無事に戻った後に気持ちが通じ、「因果堀」で祝言を上げる。
正吉（しょうきち）
増蔵の下っ引き。18歳。両親が商売に忙しく、祖母に甘やかされて育ち、苦労知らず。修業せよと両親が増蔵に預けた。場違いで間の悪い発言を度々する。

### 龍之進の朋輩
龍之進と同時期に元服の儀を執り行い、北町奉行所に見習いに上がった者たち。市中を騒がせる「本所無頼派」を捕らえるため、策を巡らせる。片岡堅物が付けたあだ名は無頼派に対して「八丁堀純情派」。
緑川 鉈五郎（みどりかわ なたごろう）
平八郎の息子。幼名は直衛（なおえ）、女のようなこの名が好きではなく、元服の際に烏帽子親に強い名にしてほしいと頼んだ。
いつも一人で行動し、滅多に仲間に加わらず、「皮肉屋直衛」と呼ばれた。
父と同じ隠密廻り同心になる。左内の姉・政江の仲介で後の妻・みゆきと知り合い、妻帯後は2人の娘に恵まれる。
橋口 譲之進（はしぐち じょうのしん）
幼名は譲太郎（じょうたろう）。年番方同心橋口忠右衛門の息子。
定廻り同心。妻との間に双子の息子と娘1人をもうける。「秋雨の余韻」で母を亡くす。
西尾 左内（にしお さない）
例繰方同心西尾佐久左衛門の息子。
姉・政江は南町奉行所例繰方同心の滝川広之助に嫁ぎ、3人の子をもうけた。
例繰方同心。
春日 多聞（かすが たもん）
幼名は太郎左衛門。年番方同心春日四方左衛門の息子。
年番方同心。
古川 喜六（ふるかわ きろく）
臨時廻り同心古川庄兵衛の養子。料理屋「川桝」の次男だったが、男子が早世し跡継ぎがいなかった古川に望まれて養子に入った。北辰一刀流の道場で修業に励み、目録取りまで至った。龍之進より3歳年上。養子に入る前は、持て余した体力を発散するため、似た境遇の旗本の次男や三男と共に夜な夜な市中を駆け回ったり、高所に登るなどし「本所無頼派」と呼ばれる若者の組織に属していた。
吟味方同心。

### その他
伊勢屋忠兵衛（いせやちゅうべえ）
材木仲買商、伊勢屋の二代目。父・伝兵衛（後妻である母の連れ子であるため血の繋がりはない）の通夜に焼香に訪れたお文の美しさに密かに恋い焦がれ、お文を身請けしたいと再三申し出る。
「紫紺のつばめ」では、亡き父の好意だからと、お文の家の改修と着物や簪の新調をしたが、妻亡き後もお文が頑なな態度を崩さないため、「さらば深川」で改築費用の返済を求めた。また、関与を正式に認められたわけではないが、伊勢屋の元奉公人がお文の家に放火した事件後、身上半減の沙汰が下り制裁を受けた。
喜久壽（きくじゅ） / お久（おひさ）
深川の芸者。三味線の名手で、お文も三味線だけは適わないと言っている。
緑川とは幼なじみで、所帯を持つことを夢見たこともあるが、父親が緑川家の下男であったため、緑川の母に反対され叶わなかった。
直次郎（なおじろう）
伊三次の顔見知りの掏摸。市中の情報を手に入れる。お佐和に恋をし、掏摸から足を洗うが、伊三次に反対され姿を消す。
花売りとなっていたところを伊三次と再会し、お喜和の取りなしもあり、相思相愛のお佐和と所帯を持つ。
松浦 桂庵（まつうら けいあん）
八丁堀の医師。不破家のかかりつけ医。
「あやめ供養」にて行儀作法などを教えていた母・美佐が86歳で亡くなる（殺害される）。
お喜和（おきわ）
廻船問屋・播磨屋の内儀だった時に、忍び髪結いの伊三次を贔屓にし、深い仲になったこともある。現在は娘の佐和と小間物屋を営んでいる。
笠戸 松之丞（かさど まつのじょう）
八丁堀の地蔵橋で手習所を開いている。武家の子も町人の子も分け隔てなく接する。元服前の龍之進や、伊与太・お吉らが通っていた。
片岡 美雨（かたおか みう）
与力・片岡郁馬の一人娘。剣術に長け、大名屋敷に奉公に上がっていたこともある。龍之進が通っていた道場で師範も務める。「惜春鳥」で男児を出産する。
さとり
銚子の漁師の娘と絵描きの子とされる男児。寺の門前に捨てられ、住職に使い走りのように扱われながら育つ。江戸で芸者をしているらしい母親を探して江戸へ来て、お文に拾われる。その後、寺に連れ戻されそうになるが拒否し、おふさと松助の子となる。皆からは単に「さと」と呼ばれる。笠戸松之丞により「佐登里」と漢字を当てられる。
歌川 国直（うたがわ くになお）
絵師。23歳。曲亭馬琴や山東京伝の戯作の挿し絵を任されている。豊光の弔いに訪れた際に、引き取り手のいない伊与太を手伝いとして側に置く。兄弟子からの嫌みを気にしてあえて弟子にはしない。日本橋田所町の会所の隣の仕舞屋に住んでいる。
おてん
日本橋・新場の魚問屋「魚佐」の娘。九兵衛と恋仲。

### 松前藩
国許及び現藩主は良昌を次期藩主にと推しているが、江戸藩邸ではその義弟・章昌を推す声が多く、藤崎らは、良昌に側室を娶らせ、早々に隠居に追い込もうと画策している。
良昌（よしまさ）
松前藩嫡子。14歳。月足らずで生まれ、生死をさまよう病にも何度か罹ったことがあるため、体つきは幼く、御典医から激しい運動も止められている。はっきりと物を言う刑部こと茜を気に入っている。公家出身の母は産後の肥立ちが悪く亡くなった。
道昌（みちまさ）
松前藩主。良昌の父。母は八条家の出である正室で、早くに病で亡くなっている。
章昌（あきまさ）
道昌の次男。良昌の異母弟。身体は丈夫だが、引っ込み思案。
勝昌（かつまさ）
道昌の三男。5歳。風邪が治らぬまま急逝。
お愛の方（おあいのかた）
道昌の側室。勝昌を次期藩主にしようと画策していたが、急死した後は気落ちし、部屋に籠もりきり。父は藩の小納戸役、平塚孫右衛門。
藤崎（ふじさき）
老女。お愛の方からの信頼が厚く、次期藩主が勝昌になることにも賛成の立場。
長峰 金之丞（ながみね きんのじょう）
茜の朋輩。19歳。松前藩の馬廻りを務める長峰隼之助の娘で、薙刀の名手。本名はすて。
佐橋 馬之介（さはし うまのすけ）
茜の朋輩。15歳。幕府の寄合医師・佐橋尚庵の娘。幼い頃から剣術の稽古に励んできた。本名は早苗、男名前を付けられた時は涙ぐんだ。
さの路（さのじ）
御半下。父は幕府小普請組方手代。18歳。茜より1歳年上。父はかつて深見道場に通っていたため、茜の祖父・平吾を尊敬していた。茜が自分と同じ松前藩に奉公することになったことに縁を感じる。
しおり
刑部（茜）の身の回りの世話をする御半下。24、5歳。茜の私物を探っているところを茜本人に見られ、耐えてきたものが一気に崩れた茜により暴力を振るわれる。
村上 堅物（むらかみ けんもつ）
松前藩首席家老。
三省院鶴子（さんせいいん つるこ）
松前藩8代藩主、資昌の側室。実家は下谷の呉服商「栄倉屋」。資昌とは仲睦まじく、5男3女をもうけた。資昌の死後、落飾し三省院を名乗って、本所・緑町5丁目にある下屋敷で暮らしている。義弟でもある村上堅物からの依頼で、上屋敷で問題を起こした茜を預かることになる。
楓（かえで）
鶴子の女中。

## テレビドラマ
1999年4月から9月にかけて、フジテレビ系列で全9話が放送された。主演は、中村橋之助。詳細は髪結い伊三次を参照。

## オーディオドラマ
NHKラジオ第1放送「新日曜名作座」で、西田敏行と竹下景子の語りで放送された。

### 放送日程
髪結い伊三次捕物余話
| # | 放送日        | サブタイトル     |
| - | ------------- | ---------------- |
| 1 | 2009年3月8日  | 幻の声           |
| 2 | 2009年3月15日 | 暁の雲           |
| 3 | 2009年3月22日 | 星の降る夜       |
| 4 | 2009年3月29日 | 紫紺のつばめ     |
| 5 | 2009年4月5日  | 菜の花の戦ぐ岸辺 |
| 6 | 2009年4月12日 | 摩利支天横丁の月 |

髪結い伊三次捕物余話2
| # | 放送日        | サブタイトル             |
| - | ------------- | ------------------------ |
| 1 | 2011年1月9日  | 因果堀                   |
| 2 | 2011年1月16日 | ただ遠い空               |
| 3 | 2011年1月23日 | さらば深川               |
| 4 | 2011年1月30日 | 爪紅                     |
| 5 | 2011年2月6日  | ほがらほがらと照る陽射し |
| 6 | 2011年2月13日 | 時雨てよ                 |

髪結い伊三次捕物余話3
| # | 放送日        | サブタイトル       |
| - | ------------- | ------------------ |
| 1 | 2013年8月18日 | 畏れ入谷の         |
| 2 | 2013年8月25日 | 月に霞はどでごんす |
| 3 | 2013年9月1日  | 慈雨               |
| 4 | 2013年9月8日  | 八丁堀純情派       |
| 5 | 2013年9月15日 | その道 行き止まり  |
| 6 | 2013年9月22日 | 君を乗せる舟       |

### スタッフ
- 脚色 - 入山さと子（1-1〜1-3）、山本むつみ（1-4〜1-6）、古川壬生（2・3）
- 音楽 - 菅野由弘 (1)、啼鵬（2・3）
- 演出 - 川口泰典（1〜3）
- 技術 - 糸林薫（1-1〜1-3）、山田顕隆（1-4〜1-6）、小林清 (2) 、徐景 (3)
- 音響効果 - 浜口淳二 (1) 、佐藤あい（2-1〜2-3）、岩崎進（2-4〜2-6・3）